# スケッチブック (ダイスケの曲)
『スケッチブック』は、日本の男性歌手、ダイスケのメジャー6枚目のシングル。

## 概要
表題曲「スケッチブック」は、日本テレビ系情報番組『ZIP!』内のコーナー「ZIP! スマイルキャラバン」のテーマソング。

## 収録曲
（全曲 作詞・作曲：ダイスケ、編曲：鈴木Daichi秀行） 
1. スケッチブック
  - 日本テレビ系『ZIP!』内「ZIP! スマイルキャラバン」テーマソング。PVには番組総合司会の桝太一（日本テレビアナウンサー）と、番組出演者の岩本乃蒼[1]が出演している。
2. すばらしい日々
3. Moshimo（アコースティックバージョン）
4. スケッチブック（Instrumental）